# Mágnás Miska
Pour plus de détails, voir Fiche technique et Distribution.
Mágnás Miska est un film hongrois muet réalisé par Alexander Korda, réalisé en 1916. Ce film est l'adaptation au cinéma d'une comédie musicale écrite par Károly Bakoni et Andor Gábor, qui donnera aussi lieu à une adaptation en 1949 : Mickey Magnate (en).

## Synopsis
Inconnu.

## Fiche technique
- Titre : Mágnás Miska
- Titre anglais : Miska the Magnate
- Réalisation : Alexander Korda
- Directeur de la photographie : Arpad Viragh
- Pays d'origine :  Hongrie
- Société de production : Corvin Film
- Format : Noir et blanc - Muet
- Date de sortie : 
  - Hongrie : 1916

## Distribution
- Lili Berky
- Jenõ Horváth
- Amália Jákó
- Alajos Mészáros
- Marcsa Simon
- Imre Szirmai
- Victor Varconi

### Source de la traduction
- (en) Cet article est partiellement ou en totalité issu de l’article de Wikipédia en anglais intitulé « Miska the Magnate » (voir la liste des auteurs).